# Європейська Солідарність
Па́ртія «Європе́йська Соліда́рність» (ЄС) — українська правоцентристська консервативна політична партія, зареєстрована 5 травня 2000 року. З 27 серпня 2014 до 24 травня 2019 називалась «Блок Петра Порошенка „Солідарність“». 24 травня 2019 року партія змінила найменування на «Європейська Солідарність».
У Верховній Раді України IX скликання представлена 27 депутатами.

## Ідеологія
Ідеологією партії є християнська демократія, консерватизм, пан'європеїзм.
Передвиборча програма акцентувала на оборонній галузі, боротьбі з корупцією, децентралізації. Частину положень детальніше розписали в коаліційній угоді та новій редакції програми ПП «ЄС».
На відміну від першої версії «Солідарності», яка трималася соціал-демократичної ідеології, програма ПП «ЄС» — правоцентристська.

## Історія

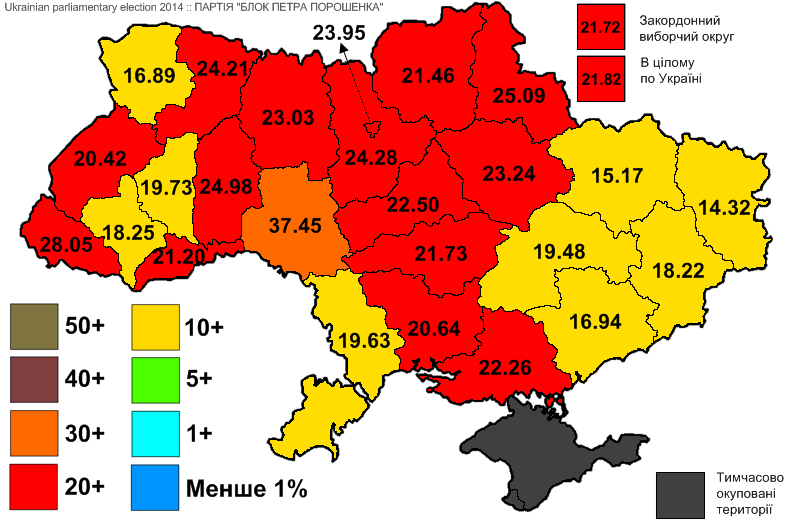
Результат партії «Блок Петра Порошенка» в регіонах України на Парламентських виборах 2014 року.

### Солідарність
Партію Солідарність створено в травні 2000. Першим головою партії «Солідарність» був Михайло Антонюк.
Восени 2000 року Партія праці, де Азаров був одним із лідерів, Партія регіонального відродження України (Володимир Рибак), партія «Солідарність» (Михайло Антонюк), партія «За красиву Україну» (Леонід Черновецький) та Всеукраїнської партії пенсіонерів (Олексій Капуста) офіційно обʼєднались в Партія регіонального відродження «Трудова солідарність України». 
З 15 листопада 2001 р. головою став Петро Порошенко. У грудні 2001 року партія приєдналася до виборчого блоку «Наша Україна», а її лідер, Петро Порошенко, став керівником виборчого штабу блоку. Парламентські вибори 2002 року були останніми, у яких брала участь партія. До парламенту від партії пройшло шестеро кандидатів.
У червні 2013 року партію «Солідарність» очолив Юрій Стець, який увійшов до складу політради Об'єднаної опозиції «Батьківщина». Цього ж місяця партія увійшла до складу ВО «Батьківщина».
15 листопада 2013 року набрала законної сили постанова Окружного адміністративного суду міста Києва від 21 жовтня 2013 року про анулювання реєстраційного свідоцтва партії «Солідарність» від 22 березня 2001 року № 1598, а 30 грудня 2013 року партію було викреслено з державного реєстру, оскільки протягом десяти років не висувала кандидатів на парламентських або президентських виборах.

### БПП «Солідарність»
Оскільки партію «Солідарність» було ліквідовано Мін'юстом у 2013 році, для створення БПП «Солідарність» було вирішено використати іншу неактивну партію. Нею стала партія "Національний Альянс свободи та Українського Патріотизму («НАСТУП»). Ця партія була створена Людмилою Янковською у травні 2000 року у Донецьку як "Всеукраїнська партія Миру і Єдності" (ВПМЄ) та зареєстрована Міністерством юстиції України під № 1418. Згодом, у 2013 році ВПМЄ перейменувалася на "Національний Альянс свободи та Українського Патріотизму («НАСТУП») а співголовами партії стали Максим Іваненко, Руслан Секела та Юрій Хорліков.
У 2014 році саме політична партія «Національний альянс свободи та українського патріотизму» («НАСТУП») стала юридичною парасолькою для БПП «Солідарність», коли «НАСТУП» було перейменовано на "Всеукраїнське об'єднання «Солідарність». 6 жовтня 2014 р. Міністерство юстиції України зареєструвало Політичну партію «Солідарність» (реєстраційний номер — 252-п.п.), керівником якої значиться Костецький Станіслав Іванович..
27 серпня 2014 партія «Всеукраїнське об'єднання „Солідарність“» була перейменована в «Блок Петра Порошенка „Солідарність“».
На позачергових виборах до Верховної ради 2014 року партія «Блок Петра Порошенка „Солідарність“» посіла друге місце у пропорційній частині за кількістю голосів виборців (3 437 521 голосів — 21,82 %), трохи поступившись партії «Народний Фронт». Це дозволило їй у Верховній Раді України VIII скликання отримати 63 мандати за партійними списками. Водночас, з урахуванням мажоритарних виборів, партія «Блок Петра Порошенка „Солідарність“» здобула найбільшу фракцію у Верховній Раді.
28 серпня 2015 року політичні партії «Блок Петра Порошенка „Солідарність“» і «Український демократичний альянс за реформи (УДАР) Віталія Кличка» об'єдналися в єдину партію для участі у місцевих виборах 2015 року. Крім того, партія «Блок Петра Порошенка „Солідарність“» вирішила змінити назву у зв'язку з об'єднанням з партією «Український демократичний альянс за реформи (УДАР) Віталія Кличка». Відповідне рішення було прийнято на другому етапі 12-го позачергового з'їзду БПП, який проходив спільно з УДАРом. Депутати з'їзду проголосували за пропозицією голови фракції БПП у Верховній Раді Юрія Луценка щодо можливого перейменування партії в «БПП-УДАР-Солідарність», «УДАР-Солідарність» або третій варіант. Рішення про перейменування партії прийняте не було.

### Європейська солідарність

Результати партії на Парламентських виборах 2019 за округами

Після Виборів Президента України 2019 й розпуску Верховної Ради України новообраним Володимиром Зеленським та призначених ним на 21 липня позачергових парламентських виборів на з'їзді партії 24 травня 2019 року делегати з'їзду підтримали пропозицію громадських активістів, озвучену під час Форуму ГО «Солідарна Справа Громад», який відбувся за участі Петра Порошенка щодо зміни найменування на «Європейська солідарність». Зміни у партії відбуваються з акцентом на участі в оновленні політичної сили місцевих лідерів, волонтерів і молодих політиків. Партнером партії стало громадське об'єднання «Солідарна справа громад», яка згідно з підписаним меморандумом буде відповідати за праймериз в ході висунення кандидатів в депутати.
31 травня у «Мистецькому арсеналі» відбувся з'їзд, на якому більшістю голосів «за» лідером партії було обрано Петра Порошенка, який замінив на посаді Віталія Кличка. Також було обрано нове керівництво політсили:
- до центральної політичної ради увійшли 26 осіб: Володимир Ар'єв, Степан Барна, Юрій Бірюков, Динара Габібулаєва, Віталій Гайдукевич, Ірина Геращенко, Артур Герасимов, Михайло Довбенко, Вірджинія Дронова, Генадій Зубко, Марія Іонова, Руслан Князевич, Володимир Кушнір, Ірина Луценко, Іван Мельничук, Артур Переверзєв, Олександр Погребиський, Петро Порошенко, Тетяна Ричкова, Максим Саврасов, Олег Синютка, Віктор Таран, Олена Урсуленко, Софія Федина, Ірина Фріз, Ніна Южаніна.
- до президії партії увійшли: Ірина Геращенко, Марія Іонова, Юрій Бірюков, Сергій Таран, Віталій Гайдукевич, Олег Синютка, Максим Саврасов і Петро Порошенко.

На позачергових виборах до Верховної ради 2019 року партія «Європейська Солідарність» посіла четверте місце у пропорційній частині за кількістю голосів виборців (1 184 620 голосів — 8,10 %), що дозволило їй у Верховній Раді України IX скликання отримати 23 мандати за партійними списками. До Фракції партії також приєдналися 2 депутати-мажоритарники, що балотувалися від партії ЄС, а також 2 мажоритарника-самовисуванця, що загалом дає фракції 27 місць у парламенті та робить її третьою за розміром.
30 червня 2020 року штаб партії очолив колишній секретар РНБО Олександр Турчинов.
На місцевих виборах 2020 року перемогла на виборах у Львівській, Рівненській, Тернопільській, Київській областях та місті Києві й здобула вагомий результат в усіх областях.

## Молодіжне крило партії
ВГО «Солідарна молодь» — молодіжне крило партії, яке активно бере участь у просвітницьких тренінгах, форумах та семінарах та є беззаперечною бойовою одиницею на варті прав та свобод людини, європейського майбутнього та політичного розвитку молоді. Організацію очолює голова Дінара Габібуллаєва.
Від 2015 року активно бере участь у роботі EDS (European Democrat Students — офіційна студентська організація Європейської народної партії, в якій представлені організації з 33-х країн Європи).
2 лютого 2018 року ВГО «Солідарна Молодь» започаткувала співпрацю з Союзом азербайджанської молоді України.
7 червня 2018 року голова Громадської організації «Солідарна молодь» Оксана Гома та Президент Громадської організації «Українська асоціація студентів» Лідія Фесенко у «Відкритому офісі» БПП «Солідарність» підписали меморандум про співпрацю.
4 серпня 2019 року Представницю «Солідарної молоді» Ірину Шатохіну обрали співголовою робочої групи European Democrat Students з прав людини, під час закриття Літнього університету EDS у місті Бухарест.
Окрім цього, редактором офіційного журналу EDS «Bullseye» було обрано координатора Запорізького осередку «Солідарної молоді» Прохора Казбекова. Видання є найбільшим європейським студентським журналом, що охоплює всі сфери міжнародної політики.

## Участь у голосуванні заВиборчий кодексза відкритими партійними списками
19 грудня 2019 за законопроект про новий Виборчий кодекс проголосували 21 з 25 зареєстрованих депутатів «Європейської солідарності». Проти - 0, утрималися - 2.

## Участь у виборах до ВРУ
ВПМЄ/НАСТУП
Партія мала брати участь у парламентських виборах 2002 року у складі Блоку політичних партій «Райдуга», однак в останній момент блок відкликав свою заяву і відповідно не брав участь у виборах.
Партія брала участь у парламентських виборах 2006 року у складі виборчого блоку Юрія Кармазіна, однак до Парламенту не потрапила — Блок набрав близько 0,65 % голосів.
Партія брала участь у дострокових парламентських виборах 2007 року у складі виборчого блоку «Всеукраїнська громада», однак до Парламенту не потрапила — Блок набрав близько 0,05 % голосів.
Солідарність/БПП Солідарність
Партія брала участь у парламентських виборах 2002 року у складі виборчого блоку Наша Україна, до Парламенту потрапили пройшло шестеро кандидатів від партії. З них п'ятеро — за списком «Нашої України», а один — сам Порошенко — за одномандатним округом № 112 у Вінницькій області.
Партія брала участь у парламентських виборах 2014 року як окрема партія, до Парламенту пройшло 135 кандидатів від партії.
Партія брала участь у позачергових парламентських виборах 2019 року, як окрема партія, до Парламенту пройшло 25 кандидатів (23 за списком, 2 за одномандатними округами).

## Міжнародна діяльність
Європейська народна партія (консерватори, християнські демократи) — найбільше міжпартійне об'єднання в ЄС — запросило партію «Блок Петра Порошенка» увійти до складу цієї політсили як спостерігача.
10 вересня 2019 року було завершене юридичне оформлення статусу спостерігача. 10 березня 2023 року партія стала асоційованим членом.

## Факти
- Станом на липень 2023 року партія має найбільше військовослужбовців серед місцевих депутатів (обласних, міських та районних рад): 225 фронтовиків сил оборони та 73 бійця тероборони. Ще 75 є добровольцями ДФТГ. Водночас, партія має і найбільшу кількість загиблих серед депутатів — 10 осіб[55].